# Boris Alexandrowitsch Rybakow
Boris Alexandrowitsch Rybakow (russisch Борис Александрович Рыбаков; * 21. Maijul. / 3. Juni 1908greg. in Moskau; † 27. Dezember 2001 ebenda) war ein sowjetischer Historiker und Archäologe.
Boris Rybakow studierte und unterrichtete an der Lomonossow-Universität Moskau. Er führte eine Reihe von Expeditionen durch, so auch auf der Taman-Halbinsel, bei der Wera Kowalewskaja seine Mitarbeiterin war. Sein Hauptwerk ist die Monographie Remeslo drevnei Rusi (Das Handwerk der alten Rus, 1948). 1953 wurde er korrespondierendes und 1958 volles Mitglied der Akademie der Wissenschaften der UdSSR. Von 1956 bis 1987 leitete er das Institut für Archäologie der Akademie, von 1968 bis 1970 auch ihr Institut für Geschichte. In diesen Jahrzehnten gehörte er zu den einflussreichsten Archäologen und Historikern der Sowjetunion. Rybakow ist auf dem Friedhof Trojekurowo begraben.